# SN 2004fh
SN 2004fh – supernowa typu Ia odkryta 9 października 2004 roku w galaktyce A232827-0836. W momencie odkrycia miała maksymalną jasność 20,90m.